# تپه کهنه گورستان سلطان بلاغ
تپه کهنه قبرستان سلطان بلاغ مربوط به سده‌های اولیه دوران‌های تاریخی پس از اسلام است و در شهرستان بوئین‌زهرا، بخش آوج، در روستای زیبایسلطان بلاغ واقع شده و این اثر در تاریخ ۱۲ بهمن ۱۳۸۱ با شمارهٔ ثبت ۷۳۰۰ به‌عنوان یکی از آثار ملی ایران به ثبت رسیده است.